# Raquel Ochoa
Raquel Ochoa é uma escritora portuguesa. Em 2009 foi vencedora do Prémio Agustina Bessa-Luís com o romance "A Casa-Comboio", trazendo ao grande público a saga de uma família indo-portuguesa originária de Damão e a epopeia da desconhecida ou ignorada Índia Portuguesa, traduzido e publicado em Itália.
O seu romance "Coração-Castelo" foi finalista do Prémio-Leya em 2023.

## Biografia
Nasceu em Lisboa em 1980, filha de mãe educadora de infância e pai advogado, com três irmãos. Licenciou-se em Direito.
Cronista de viagens, publica impressões sobre os vários cantos do mundo no seu blog www.omundoleseaviajar.blogspot.com, além de colaborar com diversos jornais e revistas.
Em 2008 publicou duas obras, “O Vento dos Outros” – uma crónica de viagens à América do Sul e “Bana – Uma vida a cantar Cabo Verde” , a biografia do cantor.
Em 2011 lançou a sua quarta obra, “A Infanta Rebelde”,  a biografia da Infanta D. Maria Adelaide de Bragança, condecorada pelo Presidente da República com a Ordem de Mérito Civil.
O seu segundo romance, "Sem Fim à Vista - a viagem" chegou a público em Setembro de 2012. Relata a aventura de um personagem com graves problemas cardíacos em viagem por Singapura, Malásia, Indonésia, Austrália, Nova Zelândia, Hong Kong, Macau, Sri Lanka.
Em Maio de 2014 publica "Mar Humano",  um romance histórico que reflecte sobre o jornalismo que se praticou e pratica em Portugal, ao mesmo tempo que junta temas tão díspares como a longevidade da vida humana  e o impacto da ciência na evolução da consciência.
Em Julho de 2015 publica "As Noivas do Sultão", um romance histórico cuja narrativa se baseia em factos verídicos ocorridos em 1793 quando, arrastados por uma tempestade, chegaram a Lisboa embarcações com a família e o harém do sultão de Marrocos Mohamed III.
Em 2020 regressou às crónicas de viagem com "Pés na Terra" 
https://www.wook.pt/livro/pes-na-terra-raquel-ochoa/24259304

## Obras
- " O Vento dos Outros", crónica de viagens, 2008.
- " Bana - Uma vida a cantar Cabo Verde", biografia, 2008.
- " A Casa-Comboio", romance histórico, 2010
- "A Infanta Rebelde", biografia romanceada, 2011
- "Sem Fim à Vista" a viagem, romance, 2012
- "Mar Humano", romance histórico, 2014
- "As Noivas do Sultão", romance histórico, 2015
- "Manuel Vicente, a Desmontagem do Desconhecido", ensaio biográfico, 2017
- "Pés na terra", crónicas de viagens, 2020

## Prémios
- 2009 - Prémio Literário Revelação Agustina Bessa-Luís, para A Casa Comboio

## Viagens
- Viagens de Autor

Viajante desde os 16 anos, depois de muitas viagens pela Europa, incluindo dois interrails, partiu para a Índia com 21. Ali regressou por temporadas de meses nos anos seguintes. Actualmente é uma viagem anual que cumpre entre os meses de Novembro e Dezembro.
Viajou pela América do Sul desde 2004, por períodos de tempo repartidos, sendo a menor estadia de um mês e a maior de seis.
Aos 33 anos fez meia-volta ao mundo durante seis meses: Singapura, Malásia, Indonésia, Austrália, Nova Zelândia, Hong Kong e Macau, Índia, Sri Lanka, Marrocos.
Viajou pelo Sudoeste Asiático em 2013.
Cabo Verde é outra parte do mundo onde regressa frequentemente.

## Escrita Criativa
- - Desde 2008 dá aulas de escrita criativa (entre outros na escola escrever escrever)
- - É colaboradora habitual de diversos jornais e revistas